# Düster See
Der Düster See ist ein See bei Ladenthin im Landkreis Vorpommern-Greifswald in Mecklenburg-Vorpommern.
Das etwa einen Hektar große Gewässer befindet sich im Gemeindegebiet von Grambow, 1,5 Kilometer westlich vom Ortszentrum in Ladenthin entfernt. Der See hat keine natürlichen Ab- oder Zuflüsse. Die maximale Ausdehnung des Düster Sees beträgt etwa 130 mal 120 Meter. Der See ist zudem als ein Angelgewässer ausgeschrieben und beherbergt Rotauge, Rotfeder, Karausche, Hecht, Aal und Schleie.